# Gastromicans
Genre
Synonymes
- Mirandia Badcock, 1932

Gastromicans est un genre d'araignées aranéomorphes de la famille des Salticidae.

## Distribution
Les espèces de ce genre se rencontrent en Amérique du Sud et en Amérique centrale.

## Liste des espèces
Selon World Spider Catalog (version 24.5, 09/08/2023) :
- Gastromicans albopilosa (Simon, 1903)
- Gastromicans australis (Badcock, 1932)
- Gastromicans hondurensis (Peckham & Peckham, 1896)
- Gastromicans levispina (F. O. Pickard-Cambridge, 1901)
- Gastromicans noxiosa (Simon, 1886)
- Gastromicans tesselata (C. L. Koch, 1846)
- Gastromicans vigens (Peckham & Peckham, 1901)

## Systématique et taxinomie
Ce genre a été décrit par Mello-Leitão en 1917 dans les Salticidae. Il est placé en synonymie avec Beata par Galiano een 1980. Il est relevé de synonymie par Maddison en 1996.
Mirandia a été placé en synonymie par Sherwood, Nadal et Pett en 2023.

## Publication originale
- Mello-Leitão, 1917 : Aranhas novas ou pouco conhecidas de Thomisidas e Salticidas brasileiras. Arquivos da Escola Superior de Veterinária, vol. 1, p. 117-153.